# Ernst Raupach
Ernst Benjamin Salomo Raupach (21 de mayo de 1784-18 de marzo de 1852) fue un dramaturgo alemán.

## Biografía
Nació en Straupitz, cerca de Liegnitz en Silesia, hijo del pastor protestante de la villa. Asistió al gymnasium en Liegnitz y estudió teología en la universidad de Halle. En 1804 obtuvo una tutoría en San Petersburgo. En ocasiones predicó en la iglesia luterana, escribió sus primeras tragedias y en 1817 fue nombrado profesor de historia y literatura alemana en un instituto conectado con la universidad de San Petersburgo.
Debido a un estallido de odio contra los alemanes en Rusia, que culminó con la intervención de la policía, Raupach abandonó San Petersburgo en 1822 y viajó a Italia. Durante sus viajes escribió Hirsemeuzels Briefe aus und über Italien (1823). A continuación visitó Weimar, pero tras ser recibido con frialdad por Goethe, abandonó la idea de vivir allí y en 1824 se instaló en Berlín. Allí pasó el resto de su vida, escribiendo obras teatrales. Durante veinte años influenció, sino controló el estilo del teatro berlinés. Murió en Berlín el 18 de marzo de 1852
Ernst Raupach fue un autor prolífico de tragedias (Die Fürsten Chawansky (1818), Der Liebe Zauberkreis (1824), Die Leibeigenen, oder Isidor und Olga (1826), Rafaele (1828), Der Nibelungenhort (1834) y Die Schule des Lebens (1841)) y comedias (Die Schleichhändler (1828) yDer Zeitgeist (1830)), con piezas de gozaron de gran popularidad en su época.
Por otra parte, los grandes dramas históricos a los que se asocia la figura de Ernst Raupach: Die Hohenstaufen (1837-38), un ciclo de 15 piezas basadas en Friedrich von Raumer, Geschichte der Hohenstaufen, así como la trilogía de Cromwell (1841-44) recibieron un tratamiento superficial. Ernst Raupach tenía un gran conocimiento del efecto y las situaciones teatrales, pero distorsiona los hechos históricos en función de su ideología política, defendiendo una estricta separación entre iglesia y estado.
Los dramas de Ernst Raupach fueron recopilados bajo el título de Dramatische Werke ernster Gattung (16 vols., 1830-43) y Dramatische Werke komischer Gattung (4 vols., 1829-35).